# SPFS
SPFS (en ruso: Система передачи финансовых сообщений (СПФС), en español: "Sistema de Transferencia de Mensajes Financieros") es el equivalente ruso del sistema de transferencia financiera SWIFT, desarrollado por el Banco Central de Rusia. El sistema ha estado en desarrollo desde 2014, después de que el gobierno de Estados Unidos amenazara con desconectar a Rusia del sistema SWIFT.
La primera transacción en la red SPFS en la que participó una empresa no bancaria se ejecutó en diciembre de 2017. En marzo de 2018, más de 400 instituciones (en su mayoría bancos) forman parte de la red.
En comparación con SWIFT, el sistema se enfrenta a una serie de retos, especialmente a unos costes de transacción más elevados sin embargo, el 15 de marzo de 2018 la tasa de transacción se redujo radicalmente a 0,80-1,00 ₽ (0.012-0,015 $) por transacción. El sistema solo funciona dentro de Rusia, aunque hay planes para integrar la red con el Sistema Internacional de Pagos de China.
El gobierno ruso también está en conversaciones para ampliar el SPFS a países en vías de desarrollo como Turquía e Irán. Debido a sus limitaciones, el sistema SPFS se considera un último recurso, más que un sustituto de la red SWIFT. Desde 2019 se han alcanzado numerosos acuerdos para vincular el SPFS a los sistemas de pago de otros países en China, India, Irán, así como los países dentro de la UEE que tienen previsto utilizar el SPFS directamente.
A finales de 2020, 23 bancos extranjeros se conectaron al SPFS desde Armenia, Bielorrusia, Alemania, Kazajistán, Kirguistán y Suiza.